# Marc Jousset
Marc Jousset est un producteur de cinéma français né le 24 décembre 1961.

## Biographie
En 1996, il fonde Je suis bien content avec Franck Ekinci,, un studio d'animation et une maison de production d'animation.

## Filmographie (sélection)
- 2003 : Loulou de Serge Élissalde (voix)
- 2007 : Persepolis de Vincent Paronnaud et Marjane Satrapi
- 2012 : Le Jour des corneilles de Jean-Christophe Dessaint
- 2015 : Avril et le Monde truqué de Christian Desmares et Franck Ekinci
- 2023 : "Mars Express" de Jérémie Périn

## Distinctions

### Nominations
- César 2016 : César du meilleur film d'animation pour Avril et le Monde truqué